# Autódromo de Concepción del Uruguay
El Autódromo de Concepción del Uruguay, es un circuito de carreras para competiciones de deporte motor, ubicado en las afueras de la ciudad de Concepción del Uruguay, Provincia de Entre Ríos. Fue inaugurado de manera oficial, el 18 de mayo de 2014, con la presentación de la sexta fecha de los campeonatos de Turismo Carretera y TC Pista. La administración y mantenimiento de este autódromo, está a cargo de una comisión (encabezada por el señor Francisco Tamay) formada en el año 2013, la cual se propuso la construcción de este circuito, con el propósito de organizar competencias zonales de automovilismo, como así también convocar a las más importantes categorías del deporte motor.
Este escenario, es el tercero inaugurado en la Provincia de Entre Ríos, junto a los autódromos de las ciudades de Paraná y Concordia, los cuales también reciben categorías de nivel nacional. Sin embargo, de los tres trazados es el segundo más extenso, ya que con sus 4279 metros de extensión en su variante principal, supera al autódromo de Paraná (4219 metros), pero queda relegado por el remodelado autódromo de Concordia (4700 metros).
El circuito fue inaugurado oficialmente el 18 de mayo de 2014, con la organización de la sexta fecha de los campeonatos del Turismo Carretera y del TC Pista. En aquella jornada histórica para el automovilismo nacional y provincial, fueron ganadores de las competencias finales los pilotos Matías Rossi (Chevrolet) en el TC y Nicolás Dianda (Dodge) en el TCP.

## Nómina de ganadores

### Turismo Carretera
| #  | Fecha                | Piloto              | Automóvil       |
| -- | -------------------- | ------------------- | --------------- |
| 1  | 18 de mayo de 2014   | Matías Rossi        | Chevrolet Chevy |
| 2  | 31 de mayo de 2015   | Juan Manuel Silva   | Ford Falcon     |
| 3  | 26 de junio de 2016  | Luis José Di Palma  | Torino Cherokee |
| 4  | 2 de octubre de 2016 | Guillermo Ortelli   | Chevrolet Chevy |
| 5  | 16 de abril de 2017  | Luis José Di Palma  | Torino Cherokee |
| 6  | 22 de abril de 2018  | Jonatan Castellano  | Dodge Cherokee  |
| 7  | 31 de marzo de 2019  | Juan Cruz Benvenuti | Torino Cherokee |
| 8  | 18 de marzo de 2021  | Jonatan Castellano  | Dodge Cherokee  |
| 9  | 27 de marzo de 2022  | Agustín Canapino    | Chevrolet Chevy |
| 10 | 30 de abril de 2023  | Germán Todino       | Dodge Cherokee  |
| 11 | 26 de mayo de 2024   | Germán Todino       | Ford Mustang    |

### TC Pista
| #  | Fecha                | Piloto                | Automóvil       |
| -- | -------------------- | --------------------- | --------------- |
| 1  | 18 de mayo de 2014   | Nicolás Dianda        | Dodge Cherokee  |
| 2  | 31 de mayo de 2015   | Cristian Di Scala     | Dodge Cherokee  |
| 3  | 26 de junio de 2016  | Julián Santero        | Chevrolet Chevy |
| 4  | 2 de octubre de 2016 | Julián Santero        | Chevrolet Chevy |
| 5  | 16 de abril de 2017  | Valentín Aguirre      | Dodge Cherokee  |
| 6  | 22 de abril de 2018  | Juan Cruz Benvenuti   | Torino Cherokee |
| 7  | 31 de marzo de 2019  | Marcelo Agrelo        | Dodge Cherokee  |
| 8  | 18 de abril de 2021  | Marcos Serrano        | Ford Falcon     |
| 9  | 27 de marzo de 2022  | Elio Craparo          | Ford Falcon     |
| 10 | 30 de abril de 2023  | Juan Manuel Tomasello | Chevrolet Chevy |
| 11 | 26 de mayo de 2024   | Matías Canapino       | Chevrolet Chevy |